# Gino Zaccaria

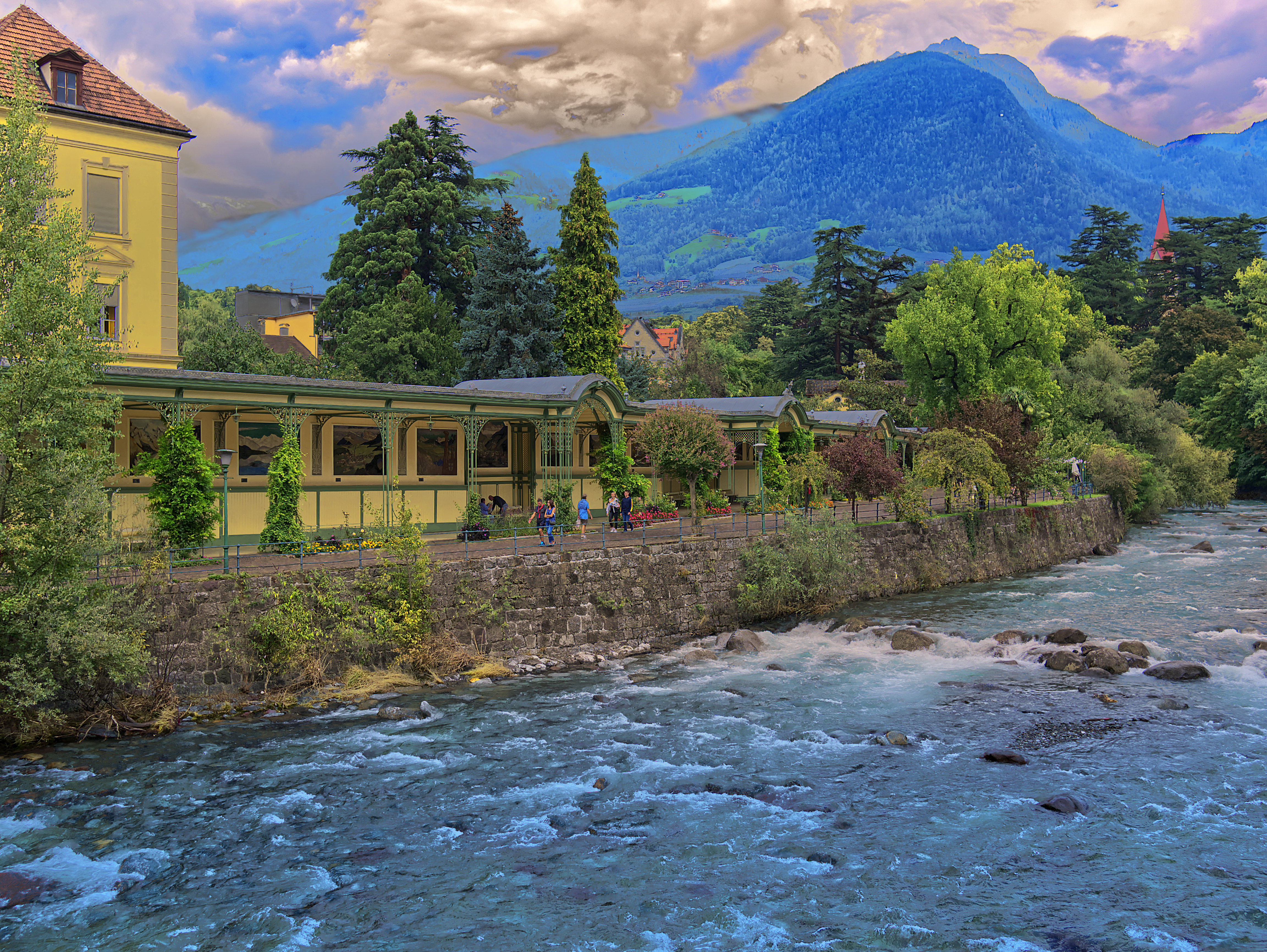

Gino Zaccaria (...) è un filosofo italiano.

## Biografia
Di formazione classica, si è laureato all’Università Bocconi di Milano con una tesi (relatore Eugenio Regazzini) sulla c.d. "concezione soggettivista della probabilità" (dovuta al matematico e filosofo Bruno de Finetti), per poi dedicarsi dapprima alla logica e alla linguistica pragmatica dell'argomentazione (ha studiato all’EHESS di Parigi con Oswald Ducrot) e infine alla filosofia teoretica (di orientamento fenomenologico), all’ermeneutica della poesia e all’Estetica. Dal 2012, i suoi interessi si sono rivolti anche al dialogo/confronto tra filosofia e fisica (in particolare in relazione alla questione del tempo), dando vita al progetto di ricerca transdisciplinare "ScienzaNuova" che ha sede nel Department of Social and Political Sciences dell'Università Bocconi e nell'Akademie Meran.
Ha pubblicato varie monografie e saggi, e ha curato traduzioni dai poeti Friedrich Hölderlin e Georg Trakl, e dai filosofi Jean Beaufret, Jacques Derrida e Martin Heidegger. Si è inoltre occupato del pensiero e della poesia di Giacomo Leopardi, studiando, in particolare, i nessi tra la meditazione leopardiana del nulla (nei suoi rapporti con i sensi dell'infinito e della vaghezza) e il c.d. "pensiero dell'essere" sviluppato nel Denkweg di Heidegger.
Tra il 1988 e il 1992, ha trascorso periodi di studio e ricerca a Salisburgo sull’opera di Trakl. Nel 1990, ha fondato le Collane di Filosofia (della casa editrice EGEA), che ha diretto (con Carlo Sini e Rocco Ronchi) fino al 1997. Dal 2000 al 2012, ha diretto la serie di volumi intitolata "heideggeriana" presso l'editore milanese Marinotti (Christian Marinotti Edizioni).
È professore di Estetica al CLEACC dell'Università Bocconi — corso di laurea che egli ha contribuito a fondare alla fine degli anni Novanta del secolo scorso. Nella medesima università, è stato docente di Introduzione alla filosofia (2002-2007); Filosofia teoretica (2001-2002); Ermeneutica filosofica (1995-2004); Metodologia delle scienze umane (1994-95); Logica e filosofia della scienza (1983-1995). Tra il 1997 e il 2001, è stato coordinatore scientifico del Corso di Perfezionamento in Discipline Storiche e Filosofiche (diretto da Marco Cattini e Carlo Sini), dove ha insegnato Ermeneutica filosofica.
Socio della Società italiana di filosofia teoretica, della Martin-Heidegger-Gesellschaft e della Societé Française de Philosophie,
È direttore scientifico (con Maurizio Borghi e Ivo De Gennaro) della rivista internazionale "eudia — Yearbook for Philosophy, Poetry and Art", e (con Giovanni Chesi,  Ivo De Gennaro e Angelo Vulpiani) del citato progetto "ScienzaNuova".
Dal gennaio del 2024, dirige il Chōra Institute — un'istituzione di studi filosofici dell'Akademie Meran.
Ha tenuto conferenze e seminari in istituzioni e università italiane ed estere.
I suoi interessi di ricerca comprendono la metafisica e l'ontologia; la filosofia greca; la logica; la filosofia del tempo e la filosofia dell'arte.
A partire dalla seconda metà degli anni Ottanta del secolo scorso, ha iniziato un sodalizio scientifico con il filosofo francese François Fédier, allievo di Beaufret, contribuendo a introdurre in Italia sia il suo pensiero sia i suoi studi sulla questione dei rapporti fra Heidegger e il nazismo. Tali studi hanno tuttavia subito giudizi spesso critici su vari organi di stampa e in lavori scientifici di settore. Una rassegna è presente sul sito di “eudia” alla pagina Libro Bianco. Di un certo interesse è il dibattito tra gli studiosi sulla questione dell'interpretazione e traduzione dei termini heideggeriani Dasein, Ereignis e Lichtung, cui Zaccaria ha contribuito in alcuni suoi lavori e traduzioni.

## Opere

### Monografie
- Philosophy and Physics in Dialogue on the Riddle of Time (con Ivo De Gennaro et al.), Berlin: de Gruyter (di prossima pubblicazione).
- Science Under the Yoke of Value. A Phenomenological Inquiry into the Evaluation Machinery (con Maurizio Borghi e Ivo De Gennaro), London: Routledge, 2025.
- Meditazioni scismatiche. Il nulla e il tempo, l'infinito e l'arte, Firenze: Olschki, 2022.
- The Enigma of Art. On the Provenance of Artistic Creation, Leiden-Boston: Brill, 2021.
- Time and Value, in I. De Gennaro, H. Hofmeister and R. Lüfter (eds), Academic Freedom in the European Context: Legal, Philosophical and Institutional Perspectives, London: Palgrave Macmillan, 2021.
- Pensare il nulla. Leopardi, Heidegger, Pavia: Ibis, 2015 (IV ed.)
- La provenienza dell’arte. Atena e l’enigma, Pavia: Ibis, 2015.
- Lingua pensiero canto. Un seminario sull’essenza della parola, Pavia: Ibis, 2010-2014 (II ed.)
- I. De Gennaro e G. Zaccaria, The Dictatorship of Value. Teaching And Research In The Planetary University,  Milan-New York: McGraw-Hill, 2011.
- L’inizio e il nulla. Colloquio di un logico, di un aiutante e di un pittore,  Milano: Christian Marinotti Edizioni, 2009.
- I. De Gennaro e G. Zaccaria, Dasein : Da-sein. Tradurre la parola del pensiero, Milano: Christian Marinotti Edizioni, 2007.
- Hölderlin e il tempo di povertà. Un seminario sull’enigma della poesia, Pavia: Ibis, 2000.
- L’inizio greco del pensiero. Heidegger e l’essenza futura della filosofia, Milano: Christian Marinotti Edizioni, 1999.
- L’inizio greco del pensiero (Logos e filosofia), Volume II, Milano: EGEA, 1998.
- L’inizio greco del pensiero (Introduzione alla filosofia), Volume I, Milano: EGEA, 1998.
- L’etica originaria. Hölderlin, Heidegger e il linguaggio, Collane di Filosofia, Milano: EGEA, 1992.
- Fonctionnalisme et pragmatique. À propos de la notion de thème, J-C Anscombre (ed.), P. Cadiot, R. Charnik, B. Fradin, G. Zaccaria (ed.), A. Zribi-Herz, Milano: Edizioni Unicopli, 1989.

### Saggi e curatele (selezione)
- La catastrofe cosmica. Prolegomeni a una puntualizzazione scismatica del concetto greco-aristotelico di ἐπιστήμη (dall’Uno al tempo), "eudia", year 19, 2025.
- I. De Gennaro e G. Zaccaria, La scienza, l’esperimento e le “due nature”, "eudia", year 19, 2025.
- I. De Gennaro e G. Zaccaria, Φύσις, Ab-grund, nullibità, "eudia", year 17, 2023.
- I. De Gennaro e G. Zaccaria, Utopia della lingua — Lingua dell'utopia, "eudia", year 16, 2022.
- I. De Gennaro e G. Zaccaria, The Fiction of Peer Review. Phenomenology of a Catastrophe, "eudia", year 12, 2018.
- La différance allo specchio della Differenz. Derrida lettore di Heidegger, "eudia", year 10, 2016.
- I. De Gennaro e G. Zaccaria, Eὐδαιµονία felicitas beatitudo, in Hans-Christian Günther (Hrsg.), Augustus und Rom, 2000 Jahre danach , “Studia Classica et Medievalia 9”, Nordhausen: Traugott Bautz, 2015.
- I. De Gennaro, R. Lüfter, S. Kazmierski e G. Zaccaria, Unterwegs zu einer schiedlichen Ausgabe der Fragmente des Heraklit. Der λόγος und das Sein (I. Teil) / Verso un’edizione scismatica dei frammenti di Eraclito. Il λόγος e l’essere (parte I), "acta academiae maiensis", in “eudia”, year 9, 2015.
- I. De Gennaro e G. Zaccaria, ‘Um des Seyns willen’. Heidegger und der Schritt zum Grund, in R. Hauswal, J. Lemanski, D. Schubbe (Hrsgg.), Warum ist überhaupt etwas und nicht nichts? Wandel und Variationen einer Frage, Hamburg: Felix Meiner Verlag, 2013.
- Οἰκονομία, in I. De Gennaro, S. Kazmierski, R. Lüfter (Hrsgg.), Wirtliche Ökonomie. Philosophische und dichterische Quellen, Volume I, Elementa Œconomica 1.1, Nordhausen: Traugott Bautz, 2013.
- I. De Gennaro e G. Zaccaria, The Dictatorship of Value. Teaching And Research In The Planetary University,  in I. De Gennaro (ed.), Value, Leida-Boston: Brill, 2012.
- Il progetto del mondo, in I. De Gennaro (ed), Value, Leida-Boston: Brill, 2012.
- (cura e traduzione) Jacques Derrida, Dello spirito, Milano: Feltrinelli, 1987; Milano: SE, 2010.
- E. Severino e G. Zaccaria, Colloquio sul nichilismo, in Emanuele Severino, Immortalità e destino, Milano: Rizzoli, 2009.
- Da-sein, in E. Mejia, A. Schild, I. Schüssler (Hrsgg.): Heideggers Beiträge zur Philosophie, Frankfurt am Main: Vittorio Klostermann, 2009.
- (cura) Giacomo Leopardi, L’arte dello scrivere. Pensieri sull’alfabeto, la scrittura e lo stile (antologia dallo Zibaldone), Milano: Christian Marinotti Edizioni, 2004
- (cura e traduzione) Georg Trakl/Martin Heidegger, Il canto dell’esule/La parola nella poesia, Milano: Christian Marinotti Edizioni, 2003.
- Das Nichts denken (Leopardi), in Heidegger Studies, vol. 19, Berlin: Duncker & Humblot, 2003.
- (cura e traduzione) Martin Heidegger, L’origine dell’opera d’arte, (con Ivo De Gennaro), Milano: Christian Marinotti Edizioni, 2000.
- (cura) Giacomo Leopardi, Canti, Alpignano-Torino: Tallone Editore, 1998.
- (cura e traduzione) Martin Heidegger, Scritti politici (1933-1964), Casale Monferrato: Piemme, 1998.
- (cura) F. Fédier, Heidegger e la politica. Anatomia di uno scandalo, Traduzione di Maurizio Borghi, Collane di Filosofia, Milano: EGEA, 1993.
- (cura e traduzione) Jean Beaufret, Dialogo con Heidegger. Filosofia greca, Collane di Filosofia, Milano: EGEA, 1992.
- La grazia del dialogo (saggio introduttivo), in J. Beaufret, Dialogo con Heidegger, Milano: EGEA, 1992, pp. VII-XX.
- Analisi argomentative. Pragmatica del connettore IOC, in Scritti in onore di Francesco Brambilla, Milano: Edizioni di “Bocconi Comunicazione”, 1986.
- Atti enunciativi e rappresentazioni formali. Un modello elementare, in Giornale degli economisti, novembre-dicembre, Milano: Bocconi University, 1982.

## Scritti in onore
- Verso gli speranti. Scritti in onore di Gino Zaccaria, a cura di Ivo De Gennaro e Maurizio Borghi, "Acta Maiensia", Milano: Mimesis, 2024

### Videografia
- Video: La differenza in Derrida e in Heidegger: https://www.youtube.com/watch?v=qLApceCxch8
- Video: La concezione fisico-eidetica dell'essere: https://www.youtube.com/watch?v=T_amT26FgKc
- Video: Pensare il corpo: https://www.youtube.com/watch?v=-lKxX4OY01c
- Video: Tempo spazio arte (1): https://www.youtube.com/watch?v=uVr3A4d1IsU
- Video: Tempo spazio arte (2): https://www.youtube.com/watch?v=IpTqwaBR8t0
- Video: Tempo spazio arte (3): https://www.youtube.com/watch?v=6hOyzQlal1A
- Video: L'utopia della lingua — Ivo De Gennaro e Gino Zaccaria: https://www.youtube.com/watch?v=7-QM8tkDso8
- Vari Video: Arte: https://www.youtube.com/watch?v=KK2nHKGExks&list=PLghO042GsxCJby62--rSUUOwBiLLL5lGd
- Video: Ingenuità: https://www.youtube.com/watch?v=zqfTZy9Aj5g
- Video: La lotta: https://www.youtube.com/watch?v=_2TF0PUb4Ps
- Video-corso: Seminario sul nichilismo (Leopardi, Nietzsche, Heidegger): https://drive.google.com/drive/folders/1ucnc2KZHuAcwrdQIPnBUeKIuZpK7QYwW
- Video-corso: 1. L'arte e lo spazio (spazio, tempo, essere): https://drive.google.com/drive/folders/10Spt1uVwV4YmKg71qh0x5Q1guVKptLzN
- Video-corso: 2. L'arte e lo spazio (la spaziosità del salubre): https://drive.google.com/drive/folders/1WtwR3dCPhyDpVejlDCqkpZLutJmwJrOS
- Video-corso: Lingua pensiero canto: https://drive.google.com/drive/folders/1qUyA23iiOlD75o60h2HYTrFfoomK2Fyl
- Video: Fare filosofia: un confronto tra ermeneutica e analisi — Achille Varzi e Gino Zaccaria — 1: https://www.scienzanuova.org/it/video/dialogo-iv-fare-filosofia-un-confronto-tra-ermeneutica-e-analisi-achille-varzi-gino-zaccaria-A0TW-1kgxyU/
- Video: Fare filosofia: un confronto tra ermeneutica e analisi — Achille Varzi e Gino Zaccaria — 2: https://www.scienzanuova.org/it/video/discussione-fare-filosofia-un-confronto-tra-ermeneutica-e-analisi-achille-varzi-gino-zaccaria-GVYUQrR1O1w/
- Video: Heidegger — Essere e tempo (conferenza tenuta nel 1998 alla Casa della Cultura — Milano): https://www.youtube.com/watch?v=mJWT1-eVCaM&t=1750s
- Video: Ask me Anything — 1. La speranza: https://www.youtube.com/watch?v=TKmd-IOnzjw
- Video: Ask me Anything — 2. La lingua: https://www.youtube.com/watch?v=_faXByDP8kY
- Video: Ask me Anything — 3. L'educazione: https://www.youtube.com/watch?v=utgk75CjCao
- Video: L'autonomia perduta: https://www.youtube.com/watch?v=tEJP8rj6xYk
- Video: American Dream: https://www.youtube.com/watch?v=qIhsiOvp8bk

| Controllo di autorità | VIAF (EN) 44356663 · SBN CFIV093899 · J9U (EN, HE) 987007357143905171 |